# 国枝慎吾
国枝 慎吾（くにえだ しんご、1984年2月21日 - ）は、日本の元プロ車いすテニス選手。ユニクロ所属。
グランドスラム車いす部門で、男子世界歴代最多となる計50回（シングルス28回、ダブルス22回）優勝の記録保持者。年間最終世界ランキングでは1位を10回記録している。
また、生涯ゴールデンスラムを達成している。
シングルスでは、年間グランドスラム（3冠）を計5回達成し、ダブルスではキャリアグランドスラムと4大会連続優勝を果たしている。「車いすテニス界のレジェンド」と称されている。
パラリンピックでは、金メダルをシングルスで3個、ダブルスで1個獲得。5大会連続（2004年アテネ〜2021年東京）でメダル獲得をしている。
2023年1月22日に、世界ランキング1位のまま現役引退を表明した。
同年3月3日、日本国政府は国枝に対して国民栄誉賞を授与することを閣議決定し、同日発表した。

## 人物
1984年2月21日、千葉県出身。千葉県柏市在住。身長173cm。麗澤大学国際経済学部卒。右打ちでハードコートを得意とし、オーエックスエンジニアリング社の車いすを用いる。
9歳の時、脊髄腫瘍による下半身麻痺のため車いすの生活となる。それ以前は野球をやるなど、体を動かすことが好きだったので、まず車いすバスケットボールのチームを探したが見つからず、母親の薦めで小学校6年生の時に吉田記念テニス研修センターで車いすテニスを始める。テニス用の車いすに乗った直後から、驚異の才能を見せつけ、巧みな車いすさばきを見せたという。最初は気乗りしなかったテニスをやってみようと思った。
麗澤高校に進学し、高校1年生のときに初めての海外遠征を経験。麗澤高校1年次に参加した海外遠征で、当時車いすテニスで世界トップクラスに君臨していたリッキー・モーリエのプレーに感銘を受け、この競技で頂点を目指したいという思いが明確なものとなった。17歳から丸山弘道の指導を受け始め、本格的に競技に取り組んだ。
麗澤大学に進学後の2003年、ワールドチームカップに出場し、日本チームの同大会初優勝に大きく貢献。同年のNEC全日本選抜車いすテニス選手権大会男子シングルスでは連覇を続けていた斎田悟司を破って初優勝。
2004年、アテネパラリンピックに出場し、斎田と組んだダブルスで金メダルを獲得した。卒業後は年間数百万にも及んだ遠征費の負担を理由に引退も考えたが、麗澤大学の職員として働き、サポートを得ながらテニスを続ける決断に至った。
2006年、フェスピックで金メダルを獲得。同年10月、アジア人初の世界ランキング1位となった。
2007年、史上初となる車いすテニス男子シングルスの年間グランドスラム（全豪オープン、ジャパンオープン、ブリティッシュオープン、全米ウィールチェアの4大会を制覇）を達成。国際テニス連盟（ITF）が選出する同年のITF世界チャンピオンに選出された。
2008年、北京パラリンピックに出場し、男子シングルスで金メダル、斎田と組んだダブルスでは銅メダルを獲得。同年12月、麗澤大学を退職。
2009年4月、日本の車いすテニス選手としては初めてプロ選手に転向。同年5月、SRIスポーツ（ダンロップ）と用品使用契約を締結。同年8月、ユニクロと所属契約（2年契約）を結んだ。競技用のウエアの提供も受ける。
2010年3月、ローレウス世界スポーツ賞の年間最優秀障害者選手に、同部門において日本人で初めてノミネートされ、アブダビで行われた表彰式に出席した。
2010年5月25日、脊髄損傷者専門トレーニングジムを運営するJ-Workoutにて1年間のトレーニングを受けて歩行機能が回復。報道ステーションでその成果を披露した。
2010年9月、車椅子テニス初のシングルス100連勝達成。
2015年全豪オープンではシングルス3連覇8回目の優勝、ダブルスは3連覇9回目の優勝。2015年全仏オープンではシングルス2連覇6回目の優勝、ダブルスは2年ぶり6回目の優勝。特にダブルスは自身初のグランドスラム4大会連続優勝（Non-calendar Year Glandslam）を果たした。2015年全米オープンではシングルス2連覇6回目の優勝。
2016年は4月に右肘のクリーニング手術を受けたことも影響し、順調とは呼べない時間を過ごした。わずか5大会の出場のみで臨んだリオデジャネイロパラリンピックではシングルス3連覇を狙ったが、準々決勝でストレート負けを喫し、ベスト8で終えることとなった。ダブルスでは、長年ペアを組んでいた斎田悟司とともに、3位決定戦で三木拓也、真田卓との日本勢対決を行い、銅メダルを獲得した。シーズンの獲得タイトルは2に留まり、最終ランキングも10位で終えた。
右肘の痛みが再発し、2016年11月から約半年間休養をとった。2017年は1年間フォームの改造に努めると、2018年全豪オープンで2年ぶりのグランドスラムタイトル獲得。全仏オープンでも優勝すると、1位にも返り咲いた。また、ワールドチームカップで11年ぶりの優勝を手にした。
2019年はグランドスラムこそ獲れなかったが、自己最多の年間9勝を挙げた。ウィンブルドン選手権でも初の決勝進出した。
2020年全豪オープンで同大会10勝目を挙げた。3月より新型コロナウイルス感染症流行の影響でツアーが中断に。中断期間にはダニエル太郎とともに国内の男子トッププロテニス選手に呼びかけ、エキシビションマッチを開催した。再開後の全米オープンでは同大会5年ぶりの優勝を果たす。
2021年東京パラリンピックに出場。日本選手団主将として挑んだ5回目の五輪、世界1位の男子シングルスではウデ、リード、エグバーリンクを下し、シングルス3つ目の金メダルを獲得した。ダブルスのメダル獲得はならなかった。
東京パラリンピック 車いすテニス 男子シングルスにおいて金メダルを獲得した功績をたたえ、2022年1月26日、千葉県柏市の柏郵便局前に記念のゴールドポスト（第55号）が設置された（ゴールドポストプロジェクト）。
2022年全豪オープンで同大会11回目の優勝を果たした。さらに2022年ウィンブルドン選手権でも初優勝を果たす。ウィンブルドン選手権に車いすテニスの男女シングルスが追加されたのは2016年からであり、この優勝によって名実共に男子シングルス史上初のキャリア・グランドスラムおよびキャリア・ゴールデンスラムを達成した。
2023年1月22日、自らのTwitterを更新して「もう十分やりきった」として世界ランキング1位のまま現役を引退することを表明した。

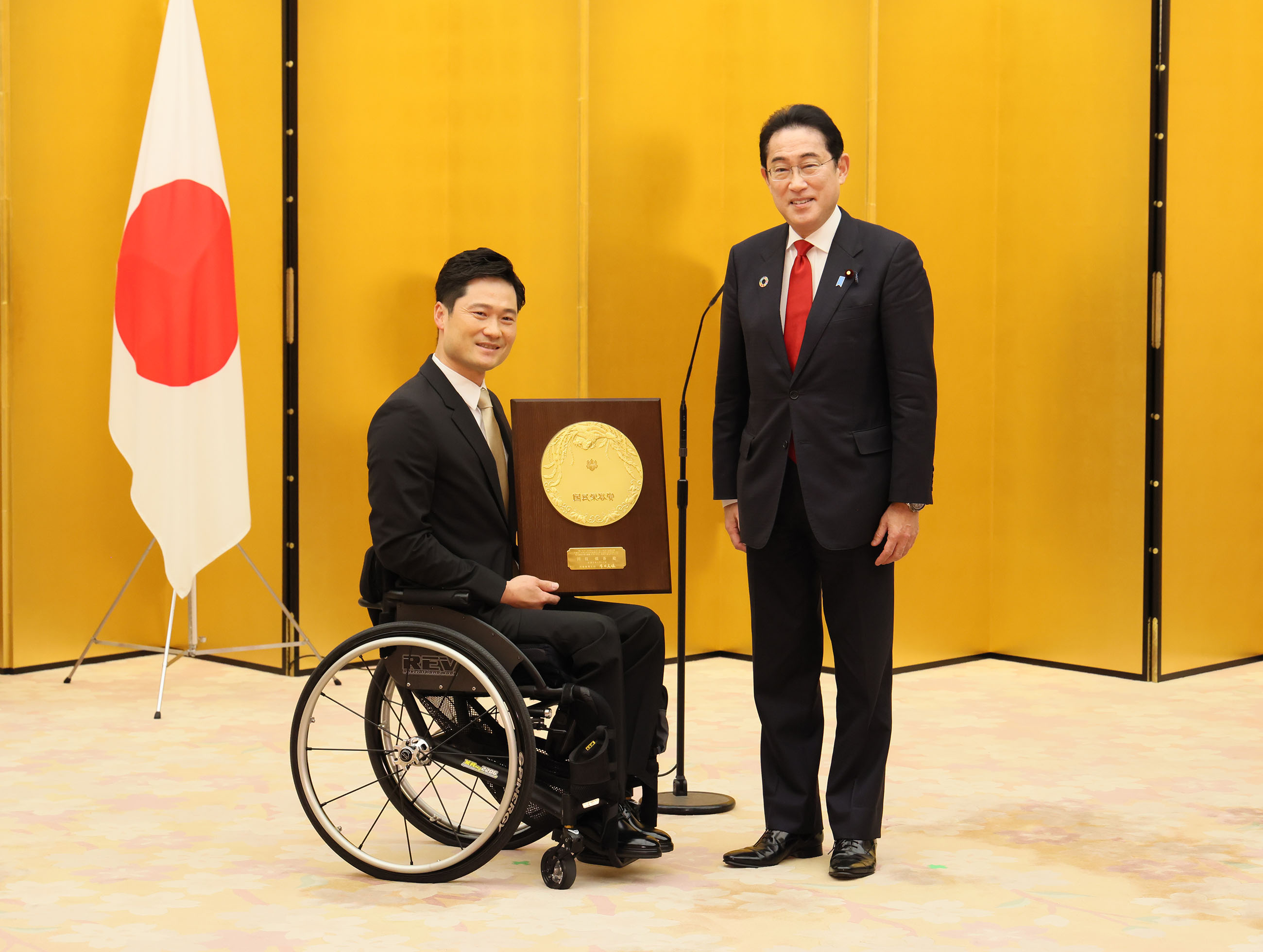
国民栄誉賞を授与される国枝（2023年3月17日）

2023年2月3日、松野博一内閣官房長官は午後の記者会見で、国枝に対し国民栄誉賞の授与を検討するよう岸田文雄内閣総理大臣から指示を受けたことを明らかにした。実現した場合、パラスポーツ選手並びにテニス選手への同賞授与は初めてとなる。その後、3月3日に国枝に対する国民栄誉賞授与が閣議決定され、同日の内閣官房長官定例会見にて発表された。17日には表彰式が行われ、岸田より国民栄誉賞が授与された。
2023年6月20日付で、麗澤大学の特任教授に就任。2024年度からは、全学部対象の特別講義を任されている。
その一方で、2024年に入ってからはオーランド（アメリカ合衆国フロリダ州）に定住。全米テニス協会のアドバイザーとして、ジュニア世代の車いすテニス選手を現地で指導している。TBSテレビ系列で同年5月4日（「こどもの日の前日」に当たるみどりの日）に放送された『超こどもの日　2100年まで生きる君へ』（SDGsへの達成に向けてTBSグループが展開している「地球を笑顔にするWEEK 2024春」と連動したTBSテレビ制作の特別番組）では、現地での生活や活動が、国枝夫妻への密着取材映像を通じて紹介された。
2024年パリパラリンピックでは、「NHKパリパラリンピック2024アスリートナビゲーター」に就任し、現地のパリに赴いて車いすテニス競技の解説を男女ともに務めた。

## 選手としての特徴
圧倒的な「チェアワーク」が強み。車いすテニスは2バウンドまで認められているが、国枝はほとんどすべてのボールを1バウンドで打ち返す。対戦相手にとってはボールを待つ時間が半減するので、脅威となる。元世界ランキング3位のマイケル・ジェレミアスも、「オールマイティな能力を兼ね備えているのは確かだけど、とりわけ秀でているのは動きの速さ。どんなボールでもワンバウンドで対応する身体能力は、現在の車椅子テニスの世界ではずば抜けている」と称える。時代や怪我に合わせてサービスやバックハンドも改良している。
2006年までは世界ランク10位前後でとどまっていたが、全豪オープンの会場で出会ったメンタルトレーナーであるアン・クインのアドバイスにより、「オレは最強だ！」と毎日言うようにしたことでメンタル面が強化され、10ヶ月後には世界ランク1になった。試合中にも見えるように「オレは最強だ！」と書いたテープをラケットの内側に貼っている。
障害者スポーツの普及のため、見て楽しめる競技とするため、強打のトップスピンのバックハンドや積極的なネットプレーなど、車いすテニスには見られなかったプレーを心がけており、競技力の向上に貢献した。

### ライバル
最大のライバルは、フランスのステファン・ウデ。シングルスでは2006年に初めて試合で顔を合わせて以来、58回対戦（2019年8月時点）。対戦成績は国枝の45勝13敗と、差が開いているが、勝敗数やスコアの数字以上に、その内容はいつも厳しく接戦である。2010年に国枝の連勝記録を「107」でストップさせたのも彼である。元々健常者としてナショナルレベルでプレーしていた経験を活かし、サーブから押すテニスで時代を変えた。国枝も「彼が車いすテニスにもたらした影響はものすごく大きい。ウデが出てきてからサーブで相手を押すというテニスにみんな変わった」と語る。
そのステファン・ウデは、「間違いなく、シンゴがナンバーワンだ」と話し彼を讃えている。
国枝のプレースタイルに刺激され、ライバルの競技力も向上したとされる。

## エピソード
日本の記者から「なぜ日本にはあなたのような選手が出てこないのか」という問いかけにロジャー・フェデラーは、「日本には“シンゴ”がいるじゃないか」と答えた。このエピソードが非常に有名だが、真偽自体は不明。
フェデラーが国枝を認知していることは事実で、特にフェデラーもユニクロをスポンサーにしてからは対談もしている。
車いすバスケットボール男子日本代表の藤本怜央とは同級生で、親交もある。また雑誌で対談も行ったことがある。

## 主要大会獲得タイトル

### 男子シングルス
略語の説明
| W | F | SF | QF | #R | RR | Q# | LQ | A | Z# | PO | G | S | B | NMS | P | NH |

W=優勝, F=準優勝, SF=ベスト4, QF=ベスト8, #R=#回戦敗退, RR=ラウンドロビン敗退, Q#=予選#回戦敗退, LQ=予選敗退, A=大会不参加, Z#=デビスカップ/BJKカップ地域ゾーン, PO=デビスカップ/BJKカッププレーオフ, G=オリンピック金メダル, S=オリンピック銀メダル, B=オリンピック銅メダル, NMS=マスターズシリーズから降格, P=開催延期, NH=開催なし.

#### グランドスラム
| 大会           | 2006 | 2007 | 2008 | 2009 | 2010 | 2011 | 2012 | 2013 | 2014 | 2015 | 2016 | 2017 | 2018 | 2019 | 2020 | 2021 | 2022 |
| -------------- | ---- | ---- | ---- | ---- | ---- | ---- | ---- | ---- | ---- | ---- | ---- | ---- | ---- | ---- | ---- | ---- | ---- |
| 全豪オープン   | NH   | W    | W    | W    | W    | W    | A    | W    | W    | W    | QF   | A    | W    | SF   | W    | SF   | W    |
| 全仏オープン   | NH   | W    | W    | W    | W    | SF   | F    | F    | W    | W    | SF   | SF   | W    | SF   | SF   | F    | W    |
| ウィンブルドン | NH   | NH   | NH   | NH   | NH   | NH   | NH   | NH   | NH   | NH   | A    | SF   | QF   | F    | NH   | QF   | W    |
| 全米オープン   | SF   | W    | NH   | W    | W    | W    | NH   | F    | W    | W    | NH   | QF   | F    | QF   | W    | W    | F    |

#### スーパーシリーズ
- シドニー国際オープン
  - 2002、2013、2015
- ジャパンオープン
  - 2006、2007、2008、2009、2010、2011、2014、2015
- BNPパリバオープン 
  - 2010、2011、2012、2013、2014、2015
- 全英オープン
  - 2007、2009、2012、2014
- USTA全米車いす選手権
  - 2006、2007、2009、2010、2013、2014

#### マスターズシリーズ
- アトランタマスターズ
  - 2006
- NEC車いすテニスマスターズ
  - 2012、2013、2014

#### その他
- パラリンピック
  - 2008、2012、2021
- フェスピック
  - 2006
- アジアパラ競技大会
  - 2010、2014
- JWTAマスターズ
  - 2003、2006、2007、2008、2010、2012、2014

### 男子ダブルス

#### グランドスラム
| 大会           | 2006 | 2007 | 2008 | 2009 | 2010 | 2011 | 2012 | 2013 | 2014 | 2015 | 2016 | 2017 | 2018 | 2019 | 2020 | 2021 | 2022 |
| -------------- | ---- | ---- | ---- | ---- | ---- | ---- | ---- | ---- | ---- | ---- | ---- | ---- | ---- | ---- | ---- | ---- | ---- |
| 全豪オープン   | NH   | W    | W    | W    | W    | W    | A    | W    | W    | W    | F    | A    | SF   | SF   | SF   | SF   | SF   |
| 全仏オープン   | NH   | F    | W    | SF   | W    | W    | W    | W    | SF   | W    | W    | SF   | SF   | W    | F    | SF   | SF   |
| ウィンブルドン | W    | F    | A    | F    | F    | SF   | A    | W    | W    | 3rd  | A    | SF   | SF   | SF   | NH   | SF   | W    |
| 全米オープン   | F    | W    | NH   | SF   | SF   | SF   | NH   | SF   | W    | SF   | NH   | SF   | SF   | F    | SF   | F    | QF   |

- 全豪オープン 2008年パートナーは斎田悟司。2007年、2009年はロビン・アマラーン（オランダ）。

- 全仏オープン2008年パートナーはマイケル・シェファース（オランダ）。

※準決勝からの出場もあるため、一概に勝ち進んだとは言えない。

#### スーパーシリーズ
- 全豪オープン
  - 2006
- シドニー国際オープン
  - 2002、2006、2007、2015
- ジャパンオープン
  - 2003、2007[30]、2008[30]、2010、2011、2014、2015
- BNPパリバオープン 
  - 2005、2006、2007、2010、2013、2014、2015
- 全英オープン
  - 2007
- USTA全米車いす選手権
  - 2005、2009、2010、2013、2014、2016

#### マスターズシリーズ
- アトランタマスターズ
  - 2007
- 車いすテニスダブルスマスターズ
  - 2006、2012

#### その他
- パラリンピック
  - 2004[30]
- フェスピック
  - 2000[30]
- アジアパラ競技大会
  - 2010、2014

### 国別対抗団体戦
- ワールドチームカップ
  - 2003、2007

## 受賞歴

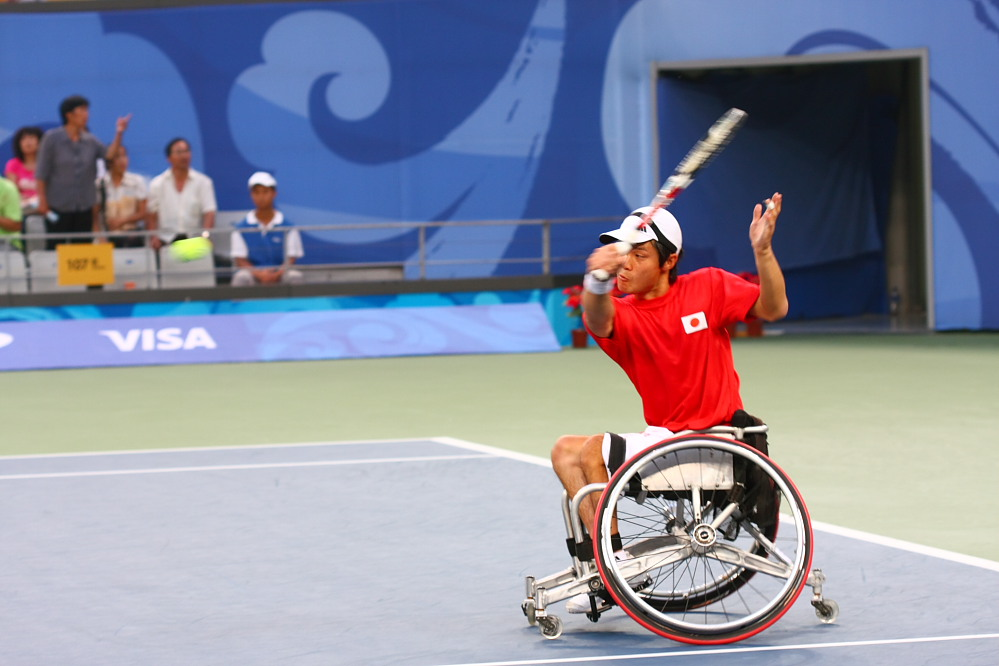
2008年北京パラリンピック

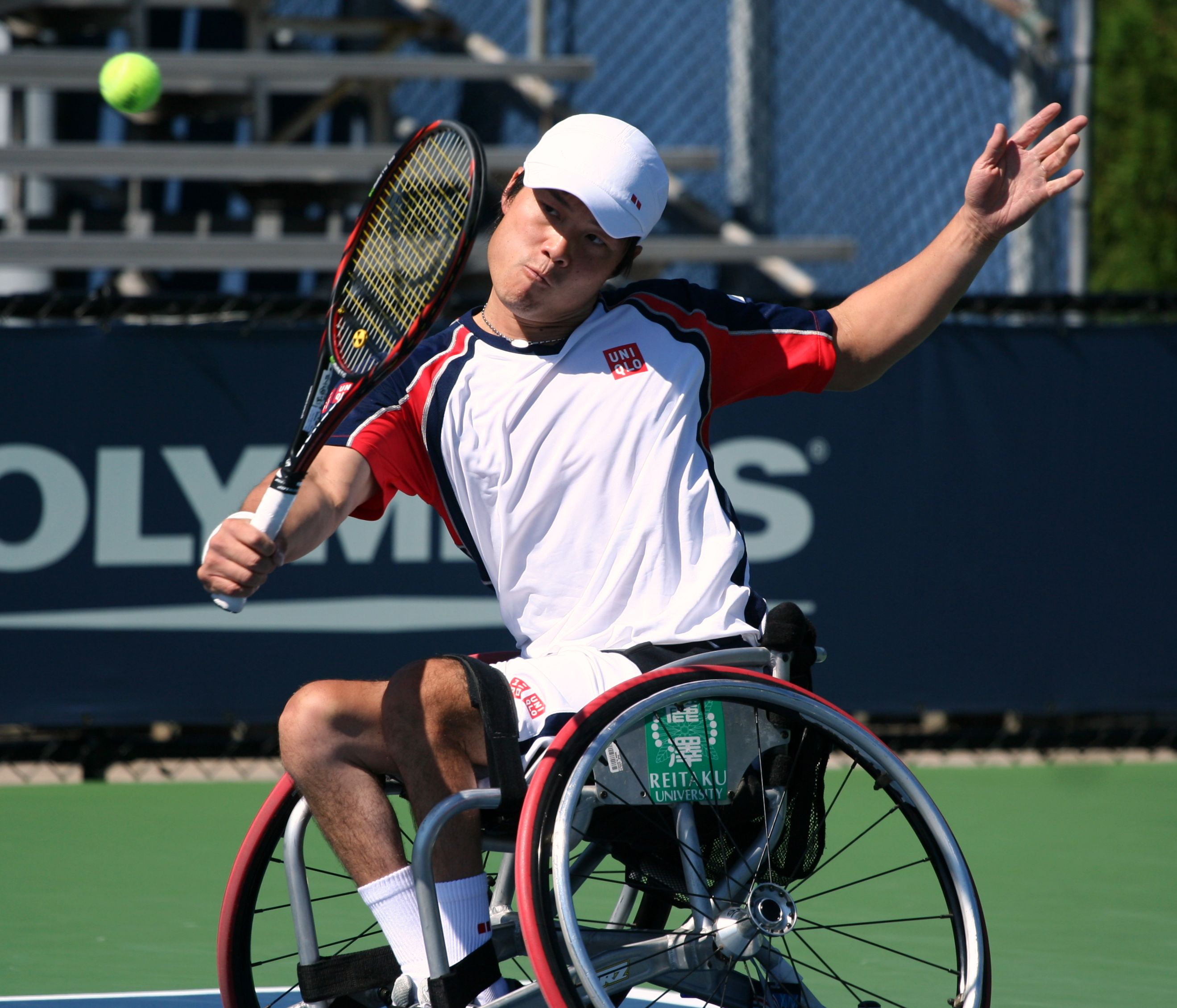
2011年全米オープンでの様子

2003年
東京運動記者クラブテニス分科会特別賞
2004年
千葉県県民栄誉賞、柏市民特別功労賞、東京運動記者クラブテニス分科会最優秀賞
2007年
柏市スポーツ顕彰、バカラ・アスリーツ・オブ・ザ・イヤー、東京運動記者クラブテニス分科会最優秀賞、朝日スポーツ賞
2008年
日本テニス協会最優秀選手賞、千葉県知事特別賞、柏市民特別功労賞、毎日スポーツ人賞国際賞、東京運動記者クラブテニス分科会特別賞
2011年
日本スポーツ学会大賞
2015年
菊池寛賞
2018年
GQ Men of the Year 2018 スポーツマン・オブ・ザ・イヤー賞
2021年
紫綬褒章
2022年
LINE NEWS AWARDS 2022 エンタメ部門 話題の人賞 アスリート部門
2023年
国民栄誉賞